# Messaggi dal vivo
Messaggi dal vivo è il primo album dal vivo dei Matia Bazar, pubblicato nel 2002 su CD dall'etichetta discografica Bazar Music (catalogo 997 5 07686 2) di proprietà del gruppo per conto della Sony Music Italy, è stato anticipato dal singolo Messaggio d'amore vincitore del Festival di Sanremo 2002.

## Descrizione
Ha raggiunto la 10ª posizione nella classifica settimanale degli album più venduti in Italia nel 2002, rimanendo fra i primi 20 per 6 settimane.
Ultimo album con Silvia Mezzanotte come solista, prima del suo ritorno col gruppo nel 2010.
Contiene i due inediti registrati in studio: Messaggio d'amore, vincitore del Festival di Sanremo 2002, e Ritmo della luna. Le altre canzoni sono versioni live registrate durante il Brivido caldo Tour del 2000 e il Dolce canto Tour del 2001. Tutte cantate da Silvia Mezzanotte.

## Tracce
CD
1. Messaggio d'amore – 4:04 (testo: Giancarlo Golzi – musica: Piero Cassano) – Inedito
2. Ritmo della luna – 3:53 (testo: Giancarlo Golzi – musica: Fabio Perversi, Piero Cassano) – Inedito
3. C'è tutto un mondo intorno – 4:37 (testo: Giancarlo Golzi, Aldo Stellita – musica: Antonella Ruggiero, Piero Cassano, Carlo Marrale)
4. Dedicato a te – 4:32 (testo: Aldo Stellita – musica: Maurizio Bassi, Lavalente, Sergio Cossu)
5. La prima stella della sera – 4:36 (testo: Aldo Stellita – musica: Sergio Cossu, Carlo Marrale)
6. Ti sento – 4:21 (testo: Aldo Stellita – musica: Sergio Cossu, Carlo Marrale)
7. Brivido caldo – 4:11 (testo: Giancarlo Golzi – musica: Piero Cassano)
8. Aspettando te – 4:37 (testo: Giancarlo Golzi – musica: Piero Cassano)
9. Stasera... che sera! – 4:15 (testo: Aldo Stellita – musica: Piero Cassano, Carlo Marrale)
10. Per un'ora d'amore – 4:04 (testo: Giovanni Belfiore, Aldo Stellita – musica: Piero Cassano, Carlo Marrale)
11. Cavallo bianco – 6:18 (testo: Giovanni Belfiore, Aldo Stellita – musica: Piero Cassano, Carlo Marrale)
12. Vacanze romane – 3:55 (testo: Giancarlo Golzi – musica: Carlo Marrale)
13. Questa nostra grande storia d'amore – 3:55 (testo: Giancarlo Golzi – musica: Piero Cassano)
14. Fuori da tutto – 4:02 (testo: Giancarlo Golzi – musica: Fabio Perversi, Piero Cassano)
15. Solo tu – 3:38 (testo: Aldo Stellita – musica: Piero Cassano, Carlo Marrale)
16. Non abbassare gli occhi – 4:10 (testo: Aldo Stellita – musica: Piero Cassano)
17. E dirsi ciao – 6:27 (testo: Giancarlo Golzi, Aldo Stellita – musica: Antonella Ruggiero, Piero Cassano, Carlo Marrale)

## Formazione

### Gruppo
- Silvia Mezzanotte - voce solista, percussioni, cori
- Piero Cassano - tastiere, chitarra acustica, voce
- Fabio Perversi - pianoforte, tastiere, violino acustico e elettrico; arrangiamento in Ritmo della luna
- Giancarlo Golzi - batteria, percussioni, cori

### Altri musicisti
- Cristina Montanari - cori in Vacanze romane
- Giorgio Cocilovo - chitarra
- Maurizio Macchioni - chitarra
- Mario Natale - cori